# Buckiella draytonii
Buckiella draytonii är en bladmossart som beskrevs av Robert Root Ireland 2001. Buckiella draytonii ingår i släktet Buckiella och familjen Hypnaceae. Inga underarter finns listade i Catalogue of Life.